# Charlton Watson Spinks
Sir Charlton Watson Spinks (* 1877; † 24. Oktober 1959) war ein britischer Major General und Sirdar (Oberbefehlshaber) der ägyptischen Armee.

## Leben
Spinks trat am 17. März 1900 als Unterleutnant der Royal Artillery in die Britische Armee ein. Er war 1902 bis 1904 an militärischen Operationen im Norden des heutigen Nigeria beteiligt und nahm als Offizier am Ersten Weltkrieg teil. Am 19. November 1924 wurde der Sirdar der ägyptischen Armee Lee Stack in Kairo durch ägyptische Nationalisten tödlich verwundet und verstarb am Tag darauf. Wegen seiner Ermordung übte die Regierung Großbritanniens politischen Druck auf Ägypten aus, der den Rücktritt des ägyptischen Premierministers Saad Zaghlul Pascha am 24. November 1924 zur Folge hatte. Spinks wurde Nachfolger Lee Stacks. Durch den Bündnisvertrag vom 26. August 1936 verzichtete Großbritannien auf bestimmte vorbehaltene Rechte in Ägypten und zog seine Truppen bis auf die Sueskanalzone zurück, wobei es sich aber das Zugriffsrecht auf das ägyptische Transport- und Kommunikationssystem im Kriegsfall sicherte. Das Amt des Sirdar von Ägypten wurde abgeschafft, Spinks zog sich in den Ruhestand zurück.
Spinks war mit der aus Kanada stammenden Marguerite Coleman verheiratet, sie hatten zwei Kinder: Margaret Coleman Spinks und Joan Nugent Spinks.

## Ehrungen
- KBE, Knight Commander of the Order of the British Empire
- Grand Cordon des Nil-Ordens
- DSO, Companion of the Distinguished Service Order[2]
- Großoffizier des Ordens der Krone von Italien